# Euhalidaya genalis
Euhalidaya genalis är en tvåvingeart som först beskrevs av Daniel William Coquillett 1897.  Euhalidaya genalis ingår i släktet Euhalidaya och familjen parasitflugor. Inga underarter finns listade i Catalogue of Life.